# Bracon solani
Bracon solani är en stekelart som först beskrevs av De Stefani-perez 1909.  Bracon solani ingår i släktet Bracon och familjen bracksteklar. Inga underarter finns listade.